# Nuno Gonçalo Monteiro
Nuno Gonçalo Pimenta de Freitas Monteiro (Lisboa, 1955) é um historiador português, cuja investigação incide, sobretudo, no período entre os fins da época moderna (século XVIII) e o Liberalismo português (primeira metade do século XIX).

## Biografia
Licenciado em História (1982) e pós-graduado em História Contemporânea (1986), respetivamente pela Faculdade de Letras da Universidade de Lisboa e pelo Instituto Superior de Ciências do Trabalho e da Empresa (ISCTE-IUL), doutorou-se em História moderna (1995, Faculdade de Ciências Sociais e Humanas, Universidade Nova de Lisboa).
Foi Assistente na Universidade de Évora e no ISCTE-IUL, antes de se tornar Professor Auxiliar Convidado da segunda instituição (1982) e investigador do Instituto de Ciências Sociais da Universidade de Lisboa.
Foi membro das equipas fundadoras das revistas Ler História e Penélope. Fazer e Desfazer a História, da qual foi diretor.
Nuno Gonçalo Freitas Monteiro é Investigador Coordenador do Instituto de Ciências Sociais da Universidade de Lisboa e Professor convidado do ISCTE-IUL (Lisboa). Doutorado em História Moderna pela F.C.S.H/Universidade Nova de Lisboa e agregado em História pelo ISCTE. Diretor de Penélope. Revista de História e Ciências Sociais e coordenador da coleção Temas de História de Portugal (Livros Horizonte), integra os conselhos editoriais de diversas revistas internacionais. Realizou cerca de centena e meia de conferências e comunicações em Portugal, Espanha, França, Inglaterra, Itália, Bélgica, Holanda, Suíça, Áustria, Hungria, República Checa, Brasil, EUA e México, e foi professor visitante em universidades espanholas, francesas e brasileiras. Coordenou vários projetos de investigação internacionais e organizou diversos colóquios e reuniões científicas. Publicou cerca de uma centena de títulos, contando-se entre os mais recentes: O Crepúsculo dos Grandes. A Casa e o Património da Aristocracia em Portugal (1750–1834), 2.ª ed. revista, Lisboa, Imprensa Nacional, 2003; Óptima Pars. Elites Ibero-Americanas do Antigo Regime (organização de colaboração com P. Cardim e M.S. da Cunha), Lisboa, Imprensa das Ciências Sociais, 2005; D. José. Na sombra de Pombal, Lisboa, Círculo de Leitores, 2006; D. João Carlos de Bragança, 2.º Duque de Lafões, Lisboa, Inapa, 2006 (de colaboração com F. D. Costa); Poder e movilidad social. Cortesanos, religiosos y oligarquias en la Península Ibérica (siglos XV-XIX), Madrid, CSIC, 2006 (ed. de colaboração com F. Chácon Jiménez); «Nobility and Aristocracy in Ancién Régime Portugal (Seventeenth to Nineteenth Centuries», in H.M. Scott (ed.), The european nobilities in the Seventeenth and Eighteenth Centuries, 2.ª ed, 2 vols, Londres, 2006; e Elites e Poder. Entre o Antigo Regime e o Liberalismo, 2.ª ed. Lisboa, Imprensa das Ciências Sociais, 2007.

## Obra
A sua obra principal é o livro O Crepúsculo dos Grandes. A Casa e o Património da Aristocracia em Portugal (1750–1834) (1995) - que constituí, basicamente, a versão impressa da sua dissertação de doutoramento e que o qualificou como um historiador das elites da época moderna internacionalmente reconhecido. Nele leva a cabo um estudo exaustivo das elites nobiliárquicas portuguesasque dos sécs. XVII e XVIII, que caracteriza como endogâmicas, progressivamente dependentes do favor régio - expresso, principalmente, pela concessão de rendosas Comendas das ordens militares, para além de um número apreciável de cargos palatinos e, por isso, sujeitas a uma profunda crise na sequência da instauração do constitucionalismo e da abolição das Doações de terras da coroa e da Desamortização dos bens eclesiásticos, nos quais se incluíam as comendas das Ordens militares. Com este livro, além de ter introduzido uma total renovação nos conhecimentos acerca da nobiliarquia portuguesa moderna, tornou-se - como José Manuel Subtil, Jorge Pedreira, Mafalda Soares da Cunha, Fernanda Olival e, mais recentemente, Nuno Camarinhas e Fernando Jorge Dores Costa, - num dos grandes especialistas das elites portuguesas dessa época.
Numa fase mais recente, tem-se dedicado, em trabalhos comuns com a historidora Mafalda Soares da Cunha, ao estudos das elites de governo do Império Colonial Português, o que estreitou ainda mais as ligações que já mantinha com a Universidade de Évora. Recentemente, escreveu uma biografia importante de D. José I, em que se contêm pontos de vista, se não inovadores, pelo menos destoantes das opiniões estabelecidas, sobre as características do Pombalismo.

## Livros publicados
- O Crepúsculo dos Grandes. A Casa e o Património da Aristocracia em Portugal (1750-1834), 1995, 2003; *Óptima Pars. Elites Ibero-Americanas do Antigo Regime (organização de colaboração com P. Cardim e M.S. da Cunha), 2005;
- D. José. Na sombra de Pombal, Lisboa, 2006;
- D. João Carlos de Bragança, 2.º Duque de Lafões, 2006 (de colaboração com F. D. Costa);
- Poder e movilidad social. Cortesanos, religiosos y oligarquias en la Península Ibérica (siglos XV-XIX), 2006 (ed. de colaboração com F. Chácon Jiménez);
- Elites e Poder. Entre o Antigo Regime e o Liberalismo, 2007.

## Livro Autor
- Monteiro, Nuno Gonçalo (2008). D. José. Na sombra de Pombal. 2.ª ed. revista e ampliada. Lisboa: Temas e Debates
- Monteiro, Nuno Gonçalo (2007). Elites e Poder - Entre o Antigo Regime e o Liberalismo, 2.ª ed. (revista). Lisboa: Imprensa de Ciências Sociais
- Monteiro, Nuno Gonçalo, Costa, Fernando Dores (2006). D. João Carlos de Bragança, 2.º Duque de Lafões. Lisboa: Inapa
- Monteiro, Nuno Gonçalo (2006). D. José I. Na sombra de Pombal. Lisboa: Círculo de Leitores
- Monteiro, Nuno Gonçalo (2003). Elites e Poder. Entre o Antigo Regime e o Liberalismo. Lisboa: Imprensa das Ciências Sociais
- Andrade Martins, Conceição, Monteiro, Nuno Gonçalo (2002). A Agricultura: Dicionário das Ocupações. Oeiras: Celta
- Monteiro, Nuno Gonçalo (2000). Meu pai e muito senhor do meu coração - Correspondência do Conde de Assumar para o seu pai, o Marquês de Alorna Vice-rei da Índia (1744-1751). Lisboa: Edições Quetzal
- Monteiro, Nuno Gonçalo (1998). O Crepúsculo dos Grandes - A Casa e o Património da Aristocracia em Portugal (1750-1850). Lisboa: Imprensa Nacional
- Oliveira, César de, Monteiro, Nuno Gonçalo (1996). História dos Municípios e do Poder Local em Portugal (dos finais da Idade Média à União Europeia). Lisboa: Círculo de Leitores e Temas e Debates
- Barreto Xavier, Ângela; Monteiro, Nuno Gonçalo; Cardim, Pedro; Hespanha, António (1993). História de Portugal. Lisboa: Círculo de Leitores

## Organizador Livro / Revista
- Araújo, A., Cardoso, J., Monteiro, Nuno Gonçalo, Rossa, W., Serrão, J. (Eds.). (2007). O Terramoto de 1755: Impactos históricos. Lisboa: Livros Horizonte.

- Jiménez, Francisco Chácon, Monteiro, Nuno Gonçalo (Eds.). (2006). Poder e Movilidad Social: Cortesanos religiosos y oligarquias en la Península Ibérica (siglos XV-XIX). Madrid: CSIC.

- Cunha, Mafalda Soares da, Monteiro, Nuno Gonçalo, Cardim, Pedro (Eds.). (2005). Optima Pars "Elites Ibero-Americanas do Antigo Regime". Lisboa: Imprensa das Ciências Sociais.

- Cardoso, José Luís, Cluny, Isabel, Costa, Fernando Dores, Costa, Leonor Freire, Andrade Martins, Conceição, Monteiro, Nuno Gonçalo, Pedreira, Jorge M. (Eds.). (2003). O Tratado de Methuen (1703): Diplomacia, Guerra, Política e Economia. Lisboa: Livros Horizonte.

- Monteiro, Nuno Gonçalo, Costa, Fernando Marques da, Domingues, Francisco Contente (Eds.). (1989). Do Antigo Regime ao Liberalismo - Perspectivas de Síntese (1750-1850). Lisboa: ed. Vega.

## Capítulos de Livros
- Monteiro, Nuno Gonçalo (2008). Guerra, diplomacia e cultura: as relações entre França e Portugal (1750-1777). In AAVV. (Eds.), O gosto «à grega» - Nascimento do neoclassicismo em França 1750-1775 (pp. 31-38). Lisboa: Fundação Calouste Gulbenkian
- Monteiro, Nuno Gonçalo (2007). Sebastião José e o Terramoto: entre o governo das casas e o governo do reino. In Araújo, A. ; Cardoso, J.; Monteiro, N.; Rossa, W. e Serrão, J. (Eds.), O Terramoto de 1755: Impactos Históricos (pp. 225-236). Lisboa: Livros Horizonte

- Monteiro, Nuno Gonçalo (2007). Nobility and aristocracy in Ancien Régime Portugal (seventeenth to nineteenth centuries). In Scott, H. M. (Eds.), The European nobilities in the seventeenth and eighteenth centuries (pp. 256-284). London: Palgrave - Macmillan

- Monteiro, Nuno Gonçalo (2005). Aristocratic estates in Portugal and their management, 1600-1834. In. European aristocracies and colonial elites - Patrimonial Management Strategies and Economic Development, 15th-18th centuries (pp. 99-113). England: Ashgate

- Monteiro, Nuno Gonçalo (2005). Sociologia das elites locais (século XVII-XVIII). Uma breve reflexão historiográfica. In Cunha, Mafalda Soares da e Fonseca, Teresa (Eds.), Os municípios do Portugal Moderno - Dos forais manuelinos às reformas liberais (pp. 59-72). Lisboa: Edições Colibri

- Monteiro, Nuno Gonçalo (2005). Governadores e capitães-mores do império atlântico português no século XVIII. In Bicalho, Maria Fernanda; Ferlini, Vera Lúcia Amaral (Eds.), Modos de Governar. Ideias e Práticas Políticas no Império Português - Séculos XVI-XIX (pp. 93-118). São Paulo: Alameda

- Pinto, António Costa, Monteiro, Nuno Gonçalo (2005). A identidade nacional portuguesa. In A C. Pinto (Eds.), Portugal Contemporâneo (pp. 51-66). Lisboa: Publicações Dom Quixote

- Monteiro, Nuno Gonçalo (2005). A ocupação da terra. In Lains, Pedro; Silva, Álvaro Ferreira da (Eds.), História Económica de Portugal, século XVIII (pp. 67-92). Lisboa: Imprensa das Ciências Sociais

- Monteiro, Nuno Gonçalo, Cardim, Pedro, Felismino, David (2005). A diplomacia portuguesa no Antigo Regime: Perfil sociológico e trajectória. In Monteiro, Nuno, Cunha, Mafalda Soares da, Cardim, Pedro (Eds.), Optima Pars "Elites Ibero-Americanas do Antigo Regime" (pp. 282-322). Lisboa: Imprensa das Ciências Sociais
- Monteiro, Nuno Gonçalo, Cunha, Mafalda Soares da (2005). Governadores e capitães-mores do império atlântico português nos séculos XVII e XVIII. In Monteiro, Nuno, Cunha, Mafalda Soares da, Cardim, Pedro (Eds.), Optima Pars "Elites Ibero-Americanas do Antigo Regime" (pp. 191-252). Lisboa: Imprensa das Ciências Sociais
- Monteiro, Nuno Gonçalo (2004). Nobreza e hierarquia militar. In Barata, Manuel Themudo e Teixeira, Nuno Severiano (Eds.), Nova História Militar de Portugal (pp. 100-105). Lisboa: Círculo de Leitores
- Monteiro, Nuno Gonçalo (2004). A Guerra da Aclamação. In Manuel Themudo Barata e Nuno Severiano Teixeira (Eds.), Nova História Militar de Portugal (pp. 268-281). Lisboa: Círculo de Leitores

- Monteiro, Nuno Gonçalo (2004). A Guerra da Sucessão de Espanha. In Manuel Themudo Barata e Nuno Severiano Teixeira (Eds.), Nova História Militar de Portugal (pp. 301-306). Lisboa: Círculo de Leitores
- Monteiro, Nuno Gonçalo (2004). A crise de 1735. In Manuel Themudo Barata e Nuno Severiano Teixeira (Eds.), Nova História Militar de Portugal (pp. 330). Lisboa: Círculo de Leitores
- Monteiro, Nuno Gonçalo (2003). Portugal, a Guerra da Sucessão de Espanha e Methuen: algumas considerações gerais. In Costa, L. F., Cardoso, J. L., Monteiro, N. (Eds.), O Tratado de Methuen (1703) - Diplomacia, Guerra e Economia (pp. 97-110). Lisboa: Livros Horizonte
- Monteiro, Nuno Gonçalo (2003). A patrimonialização do espaço social rural e o património edificado: algumas notas. In Portela José e Caldas, João Castro (Eds.), Portugal Chão (pp. 217-230). Oeiras: Celta Editora
- Monteiro, Nuno Gonçalo (2003). Tendências historiográficas nos estudos sobre a família em Portugal no século XX. In Chácon, Francisco (Eds.), Família y Tendencias historiograficas en el siglo XX (pp. 85-98; 259-269). Múrcia: Universidad de Múrcia
- Monteiro, Nuno Gonçalo (2002). Nobleza de corte y noblezas provinciales: poder, relaciones interfamilaires y circulación de las elites en Portugal (1640-1820). In Lozano, Jesús Bravo (Eds.), Espacios de poder: cortes, ciudades y villas (s. XVI-XVIII) (pp. 3-28). Madrid: Universidad Autónoma de Madrid

- Monteiro, Nuno Gonçalo (2002). A consolidação da dinastia de Bragança e o apogeu do Portugal Barroco (1668-1750). In Mattoso, José (Eds.), História de Portugal (pp. 267-282). Lisboa: Lexicultural

- Monteiro, Nuno Gonçalo (2002). Os poderes concelhios em Trás-os-Montes no Antigo Regime. In Afonso, Ana Maria ; Gaspar, Diogo (Eds.), A construção de uma identidade. Trás-os-Montes e Alto-Douro (pp. 112-115). Bragança: Arquivo Distrital de Bragança

- Monteiro, Nuno Gonçalo (2001). A Guerra da Restauração. In R. Carneiro e A. T. Matos (Eds.), Memória de Portugal - O Milénio Português (pp. 366-367). Lisboa: Círculo de Leitores

- Monteiro, Nuno Gonçalo (2001). A economia beneficial. In R. Carneiro e A. T. Matos (Eds.), Memória de Portugal - O Milénio Português (pp. 370-371). Lisboa: Círculo de Leitores

- Monteiro, Nuno Gonçalo (2001). Trajectórias sociais e formas familiares: o modelo de sucessão vincular. In Jiménez, Francisco Chácon e Franco, Juan Hernandez (Eds.), Família, poderosos y oligarquías (pp. 17-37). Murcia: Univ. de Murcia

- Monteiro, Nuno Gonçalo (2001). Trajectórias sociais e governo das conquistas. Notas preliminares sobre Vice-Reis e Governadores Gerais do Brasil e da Índia nos século XVII e XVIII. In J. Fragoso, Mª F. Bicalho e Fª. Gouveia (Eds.), O Antigo Regime nos Trópicos: a dinâmica imperial portuguesa (séculos XVI-XVIII) (pp. 249-283). Rio de Janeiro: Civilização Brasileira

- Monteiro, Nuno Gonçalo (2001). Trajectórias sociais e governo das conquistas. Notas preliminares sobre Vice-Reis e Governadores Gerais do Brasil e da Índia nos século XVII e XVIII. In Cunha, Mafalda Soares da (Eds.), Do Brasil à Metrópole efeitos sociais (séculos XVII-XVIII) (pp. 99-123). Évora: Univ. de Évora

- Monteiro, Nuno Gonçalo (2000). A historiografia portuguesa recente sobre Portugal no período da dinastia de Bragança (1640-1807): algumas notas. In Palenzuela, Vicente Á. Álvarez (Eds.), Jornadas de Cultura Hispano-Portuguesa (pp. 375-388). Madrid: UPSA

- Pinto, António Costa, Monteiro, Nuno Gonçalo (2000). Mitos culturais e identidade nacional portuguesa. In António Costa Pinto (Eds.), Portugal Contemporâneo (pp. 232-245). Lisboa: Sequitur

- Monteiro, Nuno Gonçalo (2000). A consolidação da dinastia de Bragança e o apogeu do Portugal Barroco: centros de poder e trajectórias sociais (1668-1750). In Tengarrinha, José (Eds.), História de Portugal (pp. 127-148). São Paulo: Ed. Univ. Santa Catarina

- Cunha, Mafalda Soares da, Monteiro, Nuno Gonçalo (2000). Vice-reis e governadores do Estado da Índia: uma abordagem prosopógrafa(1505-1834). In AAVV (Eds.), Encontro sobre Portugal e a Índia (pp. 175-185). Lisboa: Livros Horizonte

- Monteiro, Nuno Gonçalo (2000). Aristocratic Succession in Portugal (16th-19th centuries). In Cabral, João Pina e Lima, Antónia Pedroso de (Eds.), Elites - Choice, Leadership and Sucession (pp. 133-148). Oxford: Berg

- Monteiro, Nuno Gonçalo (2000). O Brasil na Corte portuguesa do século XVIII. In Rodrigues, Ana Maria (Eds.), A construção do Brasil (1500-1825) (pp. 49-59). Lisboa: CNCDP

- Monteiro, Nuno Gonçalo (1998). D. Pedro II Regente e Rei. In Mattoso, José (Eds.), História de Portugal (pp. 410-415). Lisboa: Editorial Estampa

- Monteiro, Nuno Gonçalo (1998). D. João V. In Mattoso, José (Eds.), História de Portugal. Lisboa: Editorial Estampa

- Monteiro, Nuno Gonçalo (1998). Nobreza, revolução e liberalismo: Portugal no contexto da Península Ibérica. In Casmirri, Silvana e Cortina, M. Suárez (Eds.), La Europa del Sur en la Época Liberal - España, Itália y Portugal (pp. 131-150). Cantabria: Univ. de Cantabria

- Pinto, António Costa, Monteiro, Nuno Gonçalo (1998). Cultural miths and portuguese national identity. In António C. Pinto (Eds.), Modern Portugal (pp. 206-217). Palo Alto: Sposs

- Monteiro, Nuno Gonçalo (1997). Poder local e corpos intermédios: especificidades do Portugal moderno numa perspectiva histórica comparada. In Silveira, Luís Espinha da (Eds.), Poder Central, Poder Regional, Poder Local - Uma perspectiva histórica (pp. 47-61). Lisboa: Ed. Cosmos

- Sousa, Bernardo V., Monteiro, Nuno Gonçalo (1993). Senhorio e Feudalismo em Portugal (sécs. XII-XIX) - Reflexões sobre um debate historiográfico. In Mantecón, Carlos Franco de Espés (Eds.), Señorio y Feudalismo en la Península Ibérica SS. XII-XIX (pp. 175-192). Saragoça: Instituición Fernando El Católico

- Monteiro, Nuno Gonçalo (1991). Los rendimientos de la aristocracia portuguesa en la crisis del antiguó régimen. In Saavedra, P. e Villares, R. (Eds.), Señores y Campesinos en la Península Ibérica, siglos XVIII-XX - Los Señores da Terra. Barcelona: Ed. Critica

- Monteiro, Nuno Gonçalo (1990). Societat rural i actituds polítiques a Portugal (1820-1834). In Fradera, J. M., Millan, J. and Garrabou, R. (Eds.), Carlisme i Moviments Absolutistes (pp. 127-150). Girona: Eumo Editorial
- Monteiro, Nuno Gonçalo (1990). Nobreza e revolução liberal (1820/50). In Reis, António (Eds.), Portugal Contemporâneo (pp. 235-256). Lisboa: Publicações Alfa

- Monteiro, Nuno Gonçalo (1990). Mudança política, conflitos e comportamentos populares. In António Reis (Eds.), Portugal Contemporâneo. Lisboa: Publicações Alfa

- Monteiro, Nuno Gonçalo (1989). Geografia e tipologia dos direitos de foral. In Costa, Fernando Marques da et all. (Eds.), Do Antigo Regime ao Liberalismo - Perspectivas de Síntese (1750-1850) (pp. 259-271). Lisboa: Edições Vega

- Lousada, Maria Alexandre, Monteiro, Nuno Gonçalo (1982). Revoltas Absolutistas e movimentação camponesa no Norte, 1826/27. In Pereira, Miriam Halpern et all. (Eds.), O Liberalismo na Península Ibérica na primeira metade do século XIX (pp. 169-181). Lisboa: Edições Sá da Costa

## Artigos em Revistas
- Monteiro, Nuno Gonçalo (2008). Liberal-Liberalismo. Ler História, 55, 97-110.
- Monteiro, Nuno Gonçalo (2008). Os nomes de família em Portugal: uma breve perspectiva histórica. Etnográfica Vol. 12, 1, 45-58.
- Monteiro, Nuno Gonçalo (2007). The Patterns of Portuguese Politics in the 18th Century or the Shadow of Pombal. A Reply to António Manuel Hespanha. E-journal of Portuguese History Vol. 5, 2, 1-6.
- Monteiro, Nuno Gonçalo, Cardim, Pedro (2005). La Diplomacia portuguesa durante el Antiguo Regimen. Perfil sociológico y trajectorias. Cuardernos de História Moderna, 30, 7-40.

- Monteiro, Nuno Gonçalo (2005). O "Ethos" Nobiliárquico no final do Antigo Regime: poder simbólico, império e imaginário social. Almanak Brasiliense, 2, 4-20.

- Monteiro, Nuno Gonçalo (2004). Il Portogallo e la Guerra di Sucessione spagnola. Cheiron: materiali e strumenti di aggiornamento storiografico, 39/40, 15-32.

- Monteiro, Nuno Gonçalo (2003). Pombal e a Aristocracia. Camões: Revista de Letras e Culturas Lusófonas, 15/16, 35-41.

- Monteiro, Nuno Gonçalo (2003). 17th and 18th century Portuguese Nobilities in the European Context: a historiographical overview. E-journal of Portuguese History, 1, 1-14.

- Olival, Fernanda, Monteiro, Nuno Gonçalo (2003). Mobilidade social nas carreiras eclesiásticas em Portugal (1500-1820). Análise Social Vol. XXXVII, 165, 1213-1239.

- Monteiro, Nuno Gonçalo (2001). Identificação da política setecentista. Notas sobre Portugal no início do período joanino. Análise Social, 157, 961-987.

- Costa, Fernando Dores, Monteiro, Nuno Gonçalo (2000). As comendas das ordens militares do século XVII a 1834: alguns aspectos. Militarium Ordinum Anacleta, 3/4.
- Monteiro, Nuno Gonçalo (1999). Relações de Portugal com a Santa Sé no reinado de D. João V. Janus 99-2000, Anuário das Relações Exteriores. 44-45.

- Monteiro, Nuno Gonçalo (1999). As elites municipais na história contemporânea portuguesa (séculos XIX-XX). Estudos Autárquicos, 6/7, 11-17.

- Monteiro, Nuno Gonçalo (1999). Noblesse et aristocratie au Portugal sous l´Ancien Régime (XVIIe-début du XIXe siècle). Revue d'histoire moderne et

contemporaine - Les noblesses á l'époque moderne, 46, 185-210. 
- Monteiro, Nuno Gonçalo (1998). O "ethos" da aristocracia portuguesa sob a dinastia de Bragança - Algumas notas sobre casa e serviço ao rei. Revista de História das Ideias Vol. 19. 383-402.

- Monteiro, Nuno Gonçalo (1997). Elites locais e mobilidade social em Portugal nos finais do Antigo Regime. Análise Social, 141, 335-368.

- Monteiro, Nuno Gonçalo (1997). Ethos aristocrático y estructura del consumo: la aristocracia cortesana portuguesa a finales del antiguo régimen. História Social, 28, 127-141.

- Cunha, Mafalda Soares da, Monteiro, Nuno Gonçalo (1995). Vice-reis, governadores e conselheiros de governo do Estado da Índia (1505-1834) - Recrutamento e caracterização social. Penélope - Fazer e Desfazer a História, 15, 91-120.

- Pinto, António Costa, Monteiro, Nuno Gonçalo (1994). Probleme Der Nationalen Identität in Portugal. Werkstatt Geschichte, 8, 15-26.

- Monteiro, Nuno Gonçalo (1993). Casamento, Celibato e Reprodução Social: a aristocracia portuguesa nos séculos XVII e XVIII. Análise Social Vol. XXVIII, 123-124, 921-950.

- Monteiro, Nuno Gonçalo (1993). Casa, Reprodução Social e Celibato: a Aristocracia Portuguesa nos séculos XVII e XVIII. Hispania - Revista Española de Historia Vol. LIII/3, 185, 907-936.

- Monteiro, Nuno Gonçalo (1993). Casa e Linhagem: o vocabulário aristocrático em Portugal nos séculos XVII e XVIII. Penélope - Fazer e Desfazer a História, 12, 43-63.

- Monteiro, Nuno Gonçalo (1992). O endividamento aristocrático (1750-1832) - Alguns aspectos. Análise Social, 116/117, 263-283.

- Monteiro, Nuno Gonçalo (1991). Os rendimentos da Aristocracia na crise do Antigo Regime. Análise Social Vol. XXVI, 111, 361-384.

- Monteiro, Nuno Gonçalo (1989). L'historiographie de la révolution libéral au Portugal: perspectives recentes. La recherche en histoire du Portugal - Boletin du Centre d'Études Portugaises, 1, 57-65.

- Monteiro, Nuno Gonçalo (1988). Revolução Liberal e regime senhorial: a "questão dos forais" na conjuntura vintista. Revista Portuguesa de História Vol. XXIII. 143-182.

- Monteiro, Nuno Gonçalo (1987). Notas sobre nobreza, fidalguia e titulares nos finais do Antigo Regime. Ler História, 10, 15-51.

- Monteiro, Nuno Gonçalo (1985). Lavradores, frades e forais. Revolução liberal e regime senhorial na comarca de Alcobaça (1820-1824). Ler História, 4, 31-87.

- Pinto, António Costa, Monteiro, Nuno Gonçalo (1983). História e Política. Ler História, 2, 178-185.

## Actas de Colóquios
- Monteiro, Nuno Gonçalo (2007). Casas nobres em Portugal no Antigo Regime: esboço de uma cronologia. I Congresso Internacional Casa Nobre: Um Património para o Futuro. Arcos de Valdevez: Casa das Artes.
- Monteiro, Nuno Gonçalo (2005). Mobilidade no acesso ao estatuto de comendador (séculos XVII-XIX): o caso dos diplomatas. IV Encontro sobre Ordens Militares (pp. 871-878). Lisboa: Colibri/ Câmara Municipal de Palmela.
- Monteiro, Nuno Gonçalo (2001). Pombal, a monarquia e as nobrezas. Colóquio sobre o Marquês de Pombal, Pombal (pp. 27-38). Pombal/Oeiras: Câmara Municipal de Pombal.
- Monteiro, Nuno Gonçalo (1998). Poderes Municipais e Elites Locais (Séculos XVII-XIX): Estado da Questão. Seminário Internacional O Município no Mundo Português (pp. 79-89). Funchal: C. E. H. A.
- Monteiro, Nuno Gonçalo (1998). Modelos de comportamento aristocrático nos finais do Antigo Regime. Curso Livre de Genealogia, Heráldica e História da Família (pp. 133-156). Porto: Univ. Moderna.
- Monteiro, Nuno Gonçalo (1998). Monarquia, poderes locais e corpos intermédios no Portugal moderno (séculos XVII e XVIII). IV Curso de Verão de Cascais (pp. 113-123). Cascais: Câmara Municipal de Cascais.
- Monteiro, Nuno Gonçalo (1998). The aristocratic estates in Portugal and their management (1600-1834). 12ºth Economic History Congress, Sevilha (pp. 69-88). Sevilha.
- Monteiro, Nuno Gonçalo (1998). A corte, as províncias e as "conquistas", centros de poder e trajectórias sociais no Portugal Restaurado (1668-1750). Terceiras Jornadas de História Ibero-Americana (pp. 23-41). Lisboa: Edições Colibri.
- Monteiro, Nuno Gonçalo (1997). Os comendadores das Ordens Militares (1668-1834): perspectivas de uma investigação. II Encontro Sobre Ordens Militares (pp. 217-229). Palmela: Edições Colibri.
- Monteiro, Nuno Gonçalo (1992). Donatários e direitos de foral na Estremadura Oriental em 1824. I Colóquio sobre História Regional e Local do Distrito de Santarém (pp. 323-343). Santarém: E. S. E. de Santarém.
- Sousa, Bernardo V., Monteiro, Nuno Gonçalo (1992). Aljubarrota - memória local e memória nacional. A construção social do passado (pp. 289-296). Lisboa: A. P. H.

## Outras publicações
- Monteiro, Nuno Gonçalo (2000). Provas de nobrez. Em Diccionario de fuentes para la historia de la família (Vol. ). Múrcia: Universidade de Múrcia
- Monteiro, Nuno Gonçalo (2000). Genealogia. Em Diccionario de fuentes para la historia de la família (Vol. ). Múrcia: Universidade de Múrcia